# Вайкис (река)
Вайкис (Купись, Ярва) — река в Мурманской области России. Протекает по территории городского округа город Мончегорск с подведомственной территорией. Впадает в Мончеозеро.
Длина реки составляет 46 км. Площадь бассейна 466 км².
Берёт начало в озере Купись на высоте 258,1 м над уровнем моря. Протекает по лесной, местами болотистой местности. Порожиста. В среднем течении протекает по узкому ущелью между хребтами Мончетундра и Волчьи Тундры. Проходит через озёра Вайкис, Красная Ламбина, Пагель и Малый Пагель. Крупнейшие притоки Колнсайок и Северный Ташкем. и На некоторых картах название верхнего участка реки от истока до озера Вайкис носит название Купись. На некоторых картах название нижнего участка реки от озера Малый Пагель до Мончеозера носит название Ярва. Впадает в Мончеозеро на высоте 131,4 м над уровнем моря. Населённых пунктов на реке нет. По реке проходит северная граница Лапландского заповедника.

## Данные водного реестра
По данным государственного водного реестра России относится к Баренцево-Беломорскому бассейновому округу, водохозяйственный участок реки — река Нива включая озеро Имандра. Речной бассейн реки — бассейны рек Кольского полуострова и Карелии.
Код объекта в государственном водном реестре — 02020000312101000010263.